# Sam Panopoulos
Sotirios Panopoulos (en grec Σωτήριος Πανοπούλος; Vourvoura, 1934 – London, 8 de juny de 2017), popularment Sam Panopoulos, fou un cuiner i empresari canadenc d'origen grec que va destacar com a introductor de la pinya en conserva a la pizza —coneguda com a pizza hawaiana.

## Trajectòria i vida personal
Panopoulos va emigrar a Halifax (Canadà) l'any 1954, quan tenia 20 anys. Va mudar-se diverses vegades, tot treballant a la mina a Elliot Lake. Amb el temps, s'acabaria mudant a Chatham-Kent (Ontario), on hi va obrir un restaurant amb els seus germans Elias i Nikitas, el Satellite Restaurant. Hi servia hamburgueses, patates fregides i altres menges típiques nord-americanes. A partir de 1960 hi va començar a servir pizzes (que tot just emergien com a menja popular als Estats Units), i el 1962 hi va introduir per primer cop la pinya enllaunada, fet que no es va popularitzar immediatament entre els seus clients però sí va adquirir rellevància posteriorment, alhora que anava regentant altres restaurants on va seguir venent-la.
L'any 1980 va vendre el seu restaurant i es va mudar a London (Ontario) durant la resta de la seva vida. Va romandre casat amb la seva esposa Christine durant més de 50 anys, tot esdevenint pare en dues ocasions. El 8 de juny de 2017 va morir sobtadament als 83 anys a l'Hospital Universitari de London.